# Задиг
Задиг или Съдбата (на френски: Zadig ou la Destinée) е философска повест на Волтер, смятана за едно от най-добрите му сатирични произведения. Под това название повестта за първи път е публикувана през 1748 г. в Париж. Написана е под формата на ориенталска приказка.

## Исторически контекст
Ориентът, и в частност неговата култура и литература, привличат особено голямо внимание на европейския елит в епохата на Просвещение. Френското общество се запознава с екзотиката на тази част на света от пътеписите на френските пътешественици и търговци със скъпоценности Жан Шарден (Jean Chardin) и Жан-Батист Таверние. Публикуваните през първите две десетилетие на XVIII век „Хиляда и една нощ“, компилацията на Франсоа Пети де ла Кроа (François Pétis de la Croix ) „Хиляда и един ден“ и приказката за „Тримата принцове на Серендип“ се ползват с голяма популярност. След появата през 1721 г. на епистоларния роман на Монтескьо „Персийски писма“ френските писатели започват да създават пародии чрез имитация на ориенталския стил. Волтер създава своя „Задиг“, следвайки тези тенденции. В съдържанието му се обиграват сюжети от публикуваните по това време персийски и арабски приказки, а също и от преведения на френски Коран.
През 1747 г. Волтер публикува повестта „Мемнон. Ориенталска история“ („Memnon, histoire orientale“), първият и по-краткият вариант на „Задиг“. През 1748 г. повестта е публикувана под название „Задиг или съдбата“, с подзаглавие „Ориенталска история“. В сравнение с първоначалния „Мемнон“ съдържанието на „Задиг“ е с три нови глави. Следват няколко издания, в които се включват още глави. В окончателната редакция Волтер изключва две от тях – „Танец“ и „Сини очи“. Тяхното място е било след тринадесетата глава на най-разпространената версия на произведението.

### Персонажи
- Задиг – главен герой, философ от Вавилон;
- Семире – първа любов на Задиг;
- Оркан – съперник на Задиг;
- Азора – втора любов на Задиг;
- Кадор – верен приятел на Задиг;
- Моабдар – цар на Вавилон;
- Астарте – царица на Вавилон, последна любов на Задиг;
- Мисуф – втора жена на Моабдар;
- Сеток – египетски търговец;
- Алмона – вдовица;
- Арбогад – разбойник;
- Огул – господар на Астарте;
- Аримаз – с прякор „завистник“;
- Хермес – лекар от Мемфис;
- Иесрад – ангел, който се представя за отшелник.